# Comarca de Sarria
La comarca de Sarria és una comarca de Galícia situada al centre de la província de Lugo. Limita amb la comarca de Lugo al nord, amb la Terra de Lemos i la comarca de Quiroga al sud, amb Os Ancares a l'est, i amb la comarca de Chantada a l'oest. En formen part els municipis de: O Incio, Láncara, Paradela, O Páramo, Samos, Sarria i Triacastela.